# Hilde Heynen
Hilde Heynen, née en 1959 à Deurne est une chercheuse et enseignante en théorie de l'architecture à l'Université Catholique de Louvain en Belgique. Ses recherches portent principalement sur le modernisme et le croisement entre architecture et genre. Elle est l'auteure de plusieurs ouvrages et articles publiés dans des revues scientifiques et architecturales.

## Éducation
Hilde Heynen suit ses études à la KUL, elle obtient un diplôme d'ingénieure architecte en 1981 ainsi qu'un master en philosophie en 1982. Par la suite elle réalise un doctorat en 1988.

## Carrière

### Enseignement
Hilde Heynen est professeure à l'Université Catholique de Louvain. Elle est chargée de différents cours dans les facultés d'ingénierie et d'architecture de l'université. Les sujets qu'elle enseigne sont l'histoire de l'architecture, la théorie du modernisme ainsi que la place du genre ou de la diversité dans l'architecture. Elle est également membre du conseil d'administration du KVAB, l'académie royale flamande des arts et des sciences, en tant que représentante des sciences techniques.
Elle a également été enseignante invitée dans de prestigieuses universités comme, la AA-school de Londres, le RMIT à Melbourne ou encore le MIT ou Harvard à Boston.

### Recherche et publications
Du 26 au 28 mai 2005 elle organise le colloque "The Rise of Heterotopia. Public Space and the Architecture of the Everyday in a post-civil Society" au château d'Arenberg à la KUL. Les différentes conférences portaient sur les liens entre genre, orientation sexuelle et inclusivité dans l'espace public et l'urbanisme.
De 2003 à 2011 elle sera également à l'origine de 2 publications reprenant certaines contributions aux premier et troisième "International Colloquium on Architecture and Cities". Ces colloques ont été organisés par le réseau NeTHCA, composé de chercheurs et de praticiens en architecture ayant pour but de promouvoir une réflexion interactive et critique sur l'architecture et l'urbanisme.
En 2019, Hilde Heynen publie une biographie de l'architecte Sibyl Moholy-Nagy. Cette figure du modernisme est connue pour avoir remis en question une approche qualifiée de masculiniste de ses confrères de l'époque. La biographie interroge également la place du féminisme dans ce mouvement essentiel du XXe siècle.

## Publications

### Ouvrages
- Architecture et modernité: une critique

### Articles
- « L’inscription du genre dans l’architecture », Perspective, 4 | 2007, 693-708 [mis en ligne le 31 mars 2018, consulté le 31 janvier 2022. URL : http://journals.openedition.org/perspective/3575 ; DOI : https://doi.org/10.4000/perspective.3575].